# Drevetjärnen
Drevetjärnen är en sjö i Åre kommun i Jämtland och ingår i Indalsälvens huvudavrinningsområde. Sjön har en area på 0,62 kvadratkilometer och ligger 296,1 meter över havet. Sjön avvattnas av vattendraget Drafsjöbäcken.

## Delavrinningsområde
Drevetjärnen ingår i det delavrinningsområde (701909-141278) som SMHI kallar för Utloppet av Drevetjärnen. Medelhöjden är 306 meter över havet och ytan är 3,76 kvadratkilometer. Räknas de 5 avrinningsområdena uppströms in blir den ackumulerade arean 21,27 kvadratkilometer. Drafsjöbäcken som avvattnar avrinningsområdet har biflödesordning 2, vilket innebär att vattnet flödar genom totalt 2 vattendrag innan det når havet efter 258 kilometer. Avrinningsområdet består mestadels av skog (59 procent) och sankmarker (15 procent). Avrinningsområdet har 0,62 kvadratkilometer vattenytor vilket ger det en sjöprocent på 16,4 procent.